# 833
833 (DCCCXXXIII) fue un año común comenzado en miércoles del calendario juliano, en vigor en aquella fecha.

## Acontecimientos
- En Colmar, Ludovico Pío es destituido y hecho prisionero.

## Nacimientos
- 28 de diciembre: Tang Yizong, emperador de la dinastía Tang.
- Froilán de León, santo, patrón de la provincia de Lugo. (f. 904)

## Fallecimientos
- Al-Mamún (califa), encargado de dar esplendor a Al-Ándalus.
- Conchobar mac Donnchada, Rey Supremo de Irlanda.
- Diarmait mac Tommaltaig, rey de Connacht.
- Ibn Hishām, historiador y biógrafo árabe.
- Yutog Yönten Gönpo, médico del Tíbet. (n. 708)